# 有氧體操
，是一種結合有氧舞蹈與體操的新興競技運動項目，也是世界運動會的正式項目之一。典型的有氧體操競賽共有5個小項，包括男子個人、女子個人、男女配對、三人配對及五人團體，比賽時間皆限制在1分15秒至25秒之間。